# Колтунов, Михаил Иосифович
Михаил Иосифович Колтунов (9 мая 1950, Рига) — советский и российский художник-мультипликатор, художник по театральным куклам, педагог, Почётный кинематографист РФ, Заслуженный работник культуры Российской Федерации (2009).

## Биография
Родился 9 мая 1950 года в г. Рига Латвийской АССР. С детства любил кукольный театр, сам мастерил кукол и разыгрывал кукольные спектакли перед ребятами в своём дворе.
В 1966 — 1970 гг. учился в Театральном художественно-техническом училище. После его  окончания работал мастером кукол в московском театре-студии «Жаворонок».
С 1971 по 2005 г. работал на киностудии «Союзмультфильм». Своих первых кукол — «Моцарта» и «Чёрного человека» Михаил Иосифович сделал для мультфильма Вадима Курчевского «Тайна запечного сверчка». После этого его перевели в творческую категорию и он стал делать кукол для многих ныне известных фильмов. Принимал участие в создании более 100 мультфильмов.
В 1990 — 1994 годах принимал участие в создании анимационного сериала «Шекспир: Великие комедии и трагедии» : делал кукол для мультфильмов «Буря» (The Tempest), «Двенадцатая ночь» (Twelfth Night), «Укрощение строптивой» (The Taming of the Shrew), «Зимняя сказка» (The Winter's Tale).
с 2006 года работал в студии «Стайер», одновременно сотрудничал с другими московскими анимационными студиями.
Также на протяжении шести лет работал совместно с режиссёром Гарри Бардиным над созданием фильма «Гадкий утёнок». В 2011 году этот фильм удостоился Премия «Ника» за лучший анимационный фильм.
С 2001 года преподаёт на бутафорском факультете ТХТК дисциплины «Бутафория театра кукол», «Технологии театральных кукол», «Композиция театральной куклы».
В свободное время занимается реставрацией икон.

## Фильмография

### Куклы и декорации
- 1973 — Часы с кукушкой
- 1974 — Всё наоборот
- 1974 — Федорино горе
- 1976 — Зайка-зазнайка
- 1976 — Как дед великое равновесие нарушил
- 1976 — Петя и волк
- 1976 — Сказка дедушки Ай-По
- 1976 — 38 попугаев
- 1977 — 38 попугаев. Куда идёт слонёнок
- 1977 — Солнышко на нитке
- 1977 — Тайна запечного сверчка
- 1977 — 38 попугаев. Бабушка Удава
- 1977 — 38 попугаев. Как лечить удава
- 1978 — Догони-ветер
- 1978 — 38 попугаев. Привет мартышке
- 1978 — Чудеса среди бела дня
- 1979 — 38 попугаев. Завтра будет завтра
- 1979 — 38 попугаев. Зарядка для хвоста
- 1979 — Пер Гюнт
- 1979 — Про Ерша Ершовича
- 1980 — Ещё раз про квартет
- 1980 — Разлучённые
- 1980 — Самый маленький гном (выпуск 2)
- 1981 — Балаган
- 1981 — До свидания, овраг
- 1981 — Ёжик плюс черепаха
- 1981 — Как будто
- 1981 — Поросёнок в колючей шубке
- 1981 — Сказка о глупом мышонке
- 1982 — Боцман и попугай (выпуск 1)
- 1982 — Будь здоров!
- 1982 — Рыбья упряжка
- 1983 — Боцман и попугай (выпуск 2)
- 1983 — Как старик наседкой был
- 1983 — Конфликт
- 1983 — Самый маленький гном (Выпуск 4)
- 1983 — Сказка об очень высоком человеке
- 1983 — Солдатский кафтан
- 1983 — Чебурашка идёт в школу
- 1983 — Весёлая карусель №13
- 1984 — Ваня и крокодил
- 1984 — Волк и телёнок
- 1984 — Слонёнок пошёл учиться
- 1984 — Тяп-ляп, маляры
- 1984 — Чёрно-белое кино
- 1985 — Боцман и попугай (выпуск 3)
- 1985 — 38 попугаев. Великое закрытие
- 1985 — Рыжая кошка
- 1985 — Слонёнок заболел
- 1985 — Боцман и попугай (выпуск 4)
- 1986 — Дверь
- 1986 — Мышонок и красное солнышко
- 1986 — Как потерять вес
- 1987 — Большой подземный бал
- 1987 — Освобождённый Дон Кихот
- 1987 — Счастливый Григорий
- 1987 — Щенок и старая тапочка
- 1988 — Влюбчивая ворона
- 1988 — Карпуша
- 1988 — Сон
- 1988 — Кошка, которая гуляла сама по себе
- 1988 — Мы идём искать
- 1988 — Свирепый Бамбр
- 1988 — Уважаемый леший
- 1989 — Античная лирика
- 1989 — Какой звук издаёт комар?
- 1989 — Квартет для двух солистов
- 1989 — Квартира из сыра
- 1989 — Музыкальный магазинчик
- 1989 — Пришелец в капусте
- 1990 — Ёжик должен быть колючим?
- 1990 — Как Ниночка царицей стала
- 1990 — По следам Бамбра
- 1990 — Три лягушонка (выпуск 3)
- 1990 — Серый Волк энд Красная Шапочка
- 1991 — Сказка
- 1991 — На чёрный день
- 1991 — Комната смеха
- 1991 — 38 попугаев. Ненаглядное пособие
- 1991 — Ловушка для Бамбра
- 1992 — Машенька
- 1992 — Слонёнок-турист
- 1992 — Буря (The Tempest)
- 1992 — Двенадцатая ночь (Twelfth Night)
- 1993 — Деревенский водевиль
- 1993 — Сквозняк
- 1994 — Укрощение строптивой (The Taming of the Shrew)
- 1994 — Зимняя сказка (The Winter's Tale)
- 1994 — Севильский цирюльник (The Barber of Seville)
- 1995 — Шарман, Шарман! 3
- 1995 — Считалка для троих
- 1995 — Весёлая карусель №29. Теремок
- 1995 — Теремок
- 1997 — Ночь перед Рождеством
- 2002 — Желтухин
- 2005 — Капитанская дочка
- 2010 — Гадкий утёнок

### Озвучивание мультфильмов
- 1986 — Банкет

## Звания
- Почётный кинематографист РФ
- Заслуженный работник культуры РФ (2009 г.)